# 新甲虫王者ムシキング
『新甲虫王者ムシキング』（しんこうちゅうおうじゃムシキング）は、セガ・インタラクティブよりサービスが行われていたトレーディングカードアーケードゲーム（激闘1弾以降は全世代（エイジフリー）カードゲームに変更。）。

## 概要
『甲虫王者ムシキング』『ムシキングバトル 合虫ガッツ!!』に続くムシキングシリーズ第3弾。同時期に稼働終了した『ヒーローバンク アーケード』の筐体を使用しており、新たに筐体左側面にVガジェ排出口を設置し、旧ムシキングを踏襲した3ボタンに加え、中心にレバー、パネル奥面にVガジェ用スロット「Vガジェベース」が増設されている。「きろくカード」を用いることでALL.Netモバイル対応でネットワークによる記録が可能。
旧カードは使用できないが、期間限定キャンペーンで旧シリーズ、ロケテスト、ヒーローバンクアーケードのカードを筐体内蔵の外部カメラでスキャンすることで、Vガジェスタンプが一人1個もらえるキャンペーンが行われた。
世界観も一新されており、前作と同じく近未来を舞台にしたムシバトルが展開される。
2016年5月25日には、日本記念日協会から6月4日を「ムシキング」の日として認定された。
2018年7月6日に、超神化4弾を最終弾としてサービスを順次終了することを発表した（稼働終了時期は店舗により異なる）。筐体は2019年9月稼働の『けものフレンズ3 プラネットツアーズ』に流用された。

## 遊び方
- コイン投入後、きろくカードをスキャン。持っていない場合は「はじめてあそぶ」を選択。
- 「1人であそぶ」「2人でたいせん」「Vガジェゲット」（激闘1弾から「スタンプモード」に統一）「2人できょうりょく」（超神化1弾から追加）を選択。モード選択後、ムシカード1枚、おたすけカード3枚をスキャン。次にVガジェをVガジェベースにセットし押し込む。

### じゃんけんバトル
- 2015セカンドまでは、バトルトーナメントを選択しバトル開始。トーナメント突破や特定のカードをスキャンさせることで出現するトーナメントもある。
  - 2016ファーストより、トーナメント方式からショートストーリー仕立ての「メインバトル」か「イベントバトル」の選択に変更。メインバトルはシュウとレイジでそれぞれ異なるルートを選択、イベントバトルは期間限定のステージが選択できる。
- グー・チョキ・パーのじゃんけんバトルで対戦。バトル中に相棒または対戦相手がヒントを出す。
- Vガジェがセットしている場合はグーを押すことで発動、勝てばビクトリーアタックが発動。
- じゃんけんで勝敗が決するとバトルゲージを止めてダメージを決定する。
- 必殺わざで勝った、もしくはビクトリーアタックが成功した場合はバトルゲージが表示されずそのまま必殺わざ（超神化1弾からは2人でたいせんを除いては事前にボタン連打が追加された）もしくはビクトリーアタックが発動する。

### ムシ採り
- バトル終了後に画面から虫をレバーで探してゲット、3枚のうち1枚をカード化でき、コイン追加で更にカード化できる。カード化する際カメラアングルを自由に決めることができる。トーナメント優勝（2016 1st以降は3回戦のライバルとの勝利）かマスターブラックとの対戦勝利の場合はレアが出やすい特別なアミが使え、4回ムシ採りができる。BGMには「むしとりのうた」が流れる。
  - 2015セカンドより稀に決勝戦後にライバルからムシカードを貰えることもあり、そのカードにはライバルの透かしが入っている。
  - 2016ファーストより稀に金ムシが出現。移動する金ムシを採ることができれば、確実にSR以上のカードが出現する。
  - 2016サードより稀に金ムシが乱入してくる事がある。その時に確実にSR以上のカードが出現する。
- 一定周期で「スーパーゼリー」が出ることがあり、2016 3rdまでは使用することでキラカード（超大型）にパワーアップできる。カメラアングルは固定。
- カード化中にマスターブラックからの挑戦というミニゲームがあり、連打後にVガジェスタンプが押印される（2015セカンドよりスタンプ2個）。
  - 2016ファーストより連打数、イベントクリア数、カード解放数の各達成度により勲章が与えられる（連打数100達成でゴールド等）。
- 2015ファーストではVガジェが品切れまたはオフラインの場合はスタンプは押印されない。2015セカンドより品切れ状態でもスタンプが押されるようになった。2016 3rdまでは20個、激闘2弾以降は100個貯まった場合はそれ以上押されない。

## 使用アイテム
- きろくカード

ネットワーク対応記憶カード。「はじめてあそぶ」終了後に排出される。前弾のプレイ状況に応じ「称号」が与えられる。称号によるゲーム内容に影響はない（激闘編以降から廃止された）。Vガジェスタンプが押印されるのはきろくカードがある場合のみ。
- ムシカード

メインで戦うムシカード。使用できるのは1匹のみ。
他人のIDのムシカードでもペナルティなしで使用できるが、ムシキングびよりには登録できないなどのデメリットがある。
- スーパーゼリー

一定周期で出現する、カードをキラカードにするアイテム。2015 1stから2016 3rdまではカード排出後にゼリー予告が表示されていたが激闘1弾以降はカードを追加してからではないと来ない仕様になった。
- 覚醒

2015セカンドより実装。
一部のムシカードが一定の条件でパワーアップする。
通常はきろくカード1枚につき1枚しか排出されないが、ライバルから覚醒カードを入手するキャンペーンの場合は制限はない。
- おたすけカード

バトルでは3枚参加させることができる、カブトムシ系・クワガタ系以外の昆虫のサポート用カードで、1作目でのわざカードに相当する。発動条件を満たすことで能力が発動する（ゲーム内ではシュウもしくはレイジが能力発動時に2015 1stでは「おたすけ登場」、2015 2nd以降では「追撃発生」と発声される）。ムシカードとは相性があり（相性はムシカードの左側に表記されている）、相性に合った組み合わせだと全能力値が上がる。

### Vガジェ
ビクトリーアタック発動用のカブトムシ・クワガタ型アイテム。発動時または上面のボタンを押すことで羽とツノが飛び出すスプリング変形をする。ビクトリーアタックはVガジェセット時にバトル中に1回のみ発動可能。ただしじゃんけんがあいこの場合は継続されるが、負けた場合は失敗となり、使用不可となる。
きろくカードを用いてVガジェスタンプを20個集めると次回プレイ時に専用口より排出される。2015ファースト時のみ無料で、2015セカンドより別途300円の追加コインが必要となる。
| 名称                | Vアタック                    | タイプ         | 登場弾                | 特殊効果                                                        |
| ------------------- | ---------------------------- | -------------- | --------------------- | --------------------------------------------------------------- |
| 炎のVガジェ         | フレイムバースト             | カブトムシ型   | 2015 1st              | -                                                               |
| 水のVガジェ         | アクアオーシャン             | クワガタ型     | 2015 1st              | -                                                               |
| 氷のVガジェ         | ブリザードラッシュ           | カブトムシ型   | 2015 2nd              | おたすけムシ封印                                                |
| 雷のVガジェ         | サンダーボルト               | クワガタ型     | 2015 2nd              | おたすけムシ封印                                                |
| 地のVガジェ         | ジャイアントクエイク         | カブトムシ型   | 2016 1st              | ジャンケンの手を破壊                                            |
| 風のVガジェ         | ウインドトルネード           | クワガタ型     | 2016 1st              | ジャンケンの手を破壊                                            |
| 炎のスーパーVガジェ | フレイムバーストV            | カブトムシ型   | カードセット炎        | -                                                               |
| 水のスーパーVガジェ | アクアオーシャンV            | クワガタ型     | カードセット水        | -                                                               |
| 森のVガジェ         | フォレストブリーズ           | カブトムシ型   | 2016 2nd              | 回復                                                            |
| 熱のVガジェ         | ヒートブラスト               | クワガタ型     | 2016 2nd              | 回復                                                            |
| 闇のVガジェ         | ブラックホール               | カブトムシ型   | 2016 3rd              | 大ダメージ+自分のおたすけムシ封印                               |
| 光のVガジェ         | ホーリースパーク             | クワガタ型     | 2016 3rd              | 大ダメージ+自分のおたすけムシ封印                               |
| 海のVガジェ         | ヴォルテックスブラスト       | カブトムシ型   | 激闘1弾               | -                                                               |
| 太陽のVガジェ       | プロミネンスノヴァ           | クワガタムシ型 | 激闘1弾               | -                                                               |
| 氷のスーパーVガジェ | ブリザードラッシュV          | カブトムシ型   | カードセット氷        | -                                                               |
| 雷のスーパーVガジェ | サンダーボルトV              | クワガタムシ型 | カードセット雷        | -                                                               |
| 結晶のVガジェ       | プリズムバニッシュ           | カブトムシ型   | パーフェクトVずかんII | -                                                               |
| 極光のVガジェ       | クラックオブヘブン           | カブトムシ型   | 激闘2弾               | 5ターンの間こうげきりょくアップ                                 |
| 暗黒のVガジェ       | ダークネスエナジー           | クワガタムシ型 | 激闘2弾               | 5ターンの間こうげきりょくアップ                                 |
| 嵐のVガジェ         | ハリケーンストライク         | カブトムシ型   | 激闘3弾               | ガッツ付与（1回だけ体力1に留まる）                              |
| 砂漠のVガジェ       | デザートボルケーノ           | クワガタムシ型 | 激闘3弾               | ガッツ付与（1回だけ体力1に留まる）                              |
| 紫電のVガジェ       | ライトニングファントム       | カブトムシ型   | 激闘4弾               | 相手のおたすけわざ無効                                          |
| 吹雪のVガジェ       | アブソリュートゼロ           | クワガタムシ型 | 激闘4弾               | 相手のおたすけわざ無効                                          |
| 紅蓮のVガジェ       | クリムゾンロータス           | カブトムシ型   | 激闘5弾               | 相手の必殺技を封じる                                            |
| 鋼鉄のVガジェ       | スティールプリズン           | クワガタムシ型 | 激闘5弾               | 相手の必殺技を封じる                                            |
| 白銀のVガジェ       | セイクリッドリボルバー       | カブトムシ型   | 激闘6弾               | ムシの☆(コスト)が少ないほど大ダメージ                           |
| 黄金のVガジェ       | グロリアスアルバレスト       | クワガタムシ型 | 激闘6弾               | ムシの☆(コスト)が少ないほど大ダメージ                           |
| 花のVガジェ         | ブルーミングプロフュージョン | カブトムシ型   | 超神化1弾             | 大ダメージを与えたあと6ターンの継続回復                         |
| 音のVガジェ         | ディストーションウェーブ     | クワガタムシ型 | 超神化1弾             | 大ダメージを与えたあと6ターンの継続回復                         |
| 重力のVガジェ       | グラビティコフィン           | カブトムシ型   | 超神化2弾             | ダメージを与えたあと、1ターンだけ相手の必殺技を自分のものにする |
| 磁力のVガジェ       | アモルファスプラズマ         | クワガタムシ型 | 超神化2弾             | ダメージを与えたあと、1ターンだけ相手の必殺技を自分のものにする |

### ブラックバトル
激闘1弾から採用されたシステム。スタンプを20個貯めるとスタンプモードで選択でき、マスターブラックと対戦出来る。
勝利すればSSRのムシかブラック甲虫を手に入れられる。負けてもブラック甲虫を除くSR以上のムシを手に入れられる。（ブラック甲虫以外マスターブラックの透かしあり）

## 登場キャラクター
出演声優は『ヒーローバンク』より引き続き出演した声優が一部担当している。
甲本 シュウ（こうもと シュウ）
声 - 津田美波
主人公の一人。明るい性格の少年。
漫画版ではいつもは明るいが「弱虫」と言われるとキレる少年。しかし弱虫と言われた時にはムシが金色に光る不思議な力を発する。
タケゾー
声 - 小野坂昌也
シュウの相棒のカブトムシ。関西弁のような口調で話す。激闘6弾で初めてカード化される。
神谷 レイジ（かみや レイジ）
声 - 藤村歩
主人公の一人。クールな少年。ヒヨコの兄。
漫画版ではVガジェ狩りをしている謎の少年。
コジロー
声 - 小西克幸
レイジの相棒のクワガタムシ。侍口調で話す。激闘6弾で初めてカード化される。
マスターブラック
声 - 中井和哉
カブトムシの仮面をかぶった謎のムシバトラー。シュウやレイジからは「ブラック甲虫」「黒マントのおじさん」などと呼ばれている。
イスルギ
声 - 新井良平
シークレットカップの決勝戦の相手。ロッカーであり、世界征服を企むムシバトラー。ギラファノコギリクワガタ（2016 3rd現在、タランドゥスツヤクワガタ）を操る。本人曰く「過去は振り返らない」主義らしい。
神谷 ヒヨコ（かみや ヒミコ）
声 - 大和田仁美
レイジの妹。小さい頃は病弱で、頻繁に入院していた。兄のムシバトルに憧れており、自分も兄のようになりたいと思っている。
マサオ
声 - 宮崎寛務
ムシキング研究所の助手。
イスルギJr.
声 - 平尾明香
イスルギの息子。父親から貰ったギラファノコギリクワガタを操る。
モニ太（モニた）
声 - 菅沼久義
実況ロボット。モード選択までの水先案内人も担当する。

## 登場する昆虫たち

### おたすけカード
2015 1stから2016 3rdまではノーマルのおたすけカードは大型以上のみ技を持つ。

### ムシキングびより限定
| レア | ネーム   | 名称           | 登場弾   | 特記 |
| ---- | -------- | -------------- | -------- | ---- |
| SSR  | 神角甲虫 | ゴッドカブト   | 2015 1st |      |
| SSR  | 神顎甲虫 | ゴッドクワガタ | 2015 2nd |      |
| SSR  |          | ゴッドヤンマ   | 2016 1st |      |

## リリース
- 2015年1月31日-2月1日 ロケテスト[5]
- 2015年7月16日 『2015ファースト』稼働開始
- 2015年8月1日-31日 『なつやすみカップ』開催
- 2015年8月12日-9月7日 『スペシャルカップI』開催。月コロ2015年9月号付録カード使用。
- 2015年8月28日-10月31日 『スペシャルカップII』開催。別コロSpecial2015年10月号付録カード使用。
- 2015年9月8日 『2015セカンド』稼働開始。
- 2015年9月8日-30日 『シークレットカップI』開催。
- 2015年10月1日-31日 『シークレットカップII』開催。
- 2015年10月15日-11月14日 『ヒヨコカップ』開催。
- 2015年11月1日-12月9日 『シークレットカップIII』開催。
- 2015年11月1日-12月9日 『エクストラカップ』開催。別コロSpecial2015年12月号付録カード使用。
- 2015年11月15日-12月9日 『マサオカップ』開催。
- 2015年12月10日 『2016ファースト』稼働開始。
- 2015年12月10日- 『ライブハウス・タランドゥスステージ』『ムシキング研究所ステージ』開催。
- 2015年12月17日-2016年1月20日 『オオツノ神社ステージ』開催
- 2016年1月28日-3月2日 『ナゾの洋館ステージ』開催
- 2016年2月15日-3月2日 『ライブハウス・タランドゥスステージ』開催
- 2016年3月3日 『2016セカンド』稼働開始
- 2016年3月7日-3月11日 『カブト城跡ステージ』開催
- 2016年3月12日 『毎週土日は「2人でたいせん」』開催
- 2016年3月15日-4月5日『ライブハウス・タランドゥスステージ』開催
- 2016年3月21日-3月25日 『カブト城跡ステージ』開催
- 2016年3月25日-4月12日 『ムシの春が来た！』開催
- 2016年4月4日-4月8日 『カブト城跡ステージ』開催
- 2016年4月11日-4月22日の平日『インセクトモールステージ』開催
- 2016年4月13日-4月25日『ムシキング研究所ステージ』開催
- 2016年4月26日 『2016サード』稼働開始
- 2016年4月26日-5月31日 『ライブハウス・タランドゥスステージ』『ムシキング研究所ステージ』開催
- 2016年5月11日-5月31日の平日『ナナホシプラネタリウムステージ』開催
- 2016年5月19日 サタンオオカブト解禁
- 2016年6月1日- 『オオツノ神社ステージ』開催
- 2016年6月15日- 『セントラルコロシアムステージ』開催
- 2016年7月7日 『激闘1弾』稼働開始
- 2016年7月7日-7月24日 『インセクトモールステージ』開催
- 2016年7月7日-8月9日 『ムシキング研究所ステージ』開催
- 2016年7月25日-8月14日『セントラルコロシアムステージ』開催
- 2016年8月10日-8月16日『オオツノ神社ステージ（わざ習得）』開催
- 2016年8月17日-8月23日『スパイダー公園ステージ（わざ習得）』開催
- 2016年8月24日-8月31日『ムシキング研究所（わざ習得）』開催
- 2016年7月7日-8月31日『オオツノ神社ステージ』開催
- 2016年8月15日-8月31日 『オオツノ商店街ステージ』開催
- 2016年9月1日 『激闘2弾』稼働開始
- 2016年9月1日-9月29日『ムシキング研究所ステージ』開催
- 2016年9月1日-10月31日『セントラルコロシアムステージ』開催
- 2016年9月1日-9月13日『インセクトモールステージ（わざ習得）』開催
- 2016年9月14日-9月27日『ナゾの洋館ステージ（わざ習得）』開催
- 2016年9月28日-10月11日『ライブハウスタランドゥスステージ（わざ習得）』開催
- 2016年9月30日-10月31日『オオツノランドステージ』開催
- 2016年10月12日-10月31日『オオツノ神社ステージ』開催
- 2016年11月1日 『激闘3弾』稼働開始
- 2016年11月1日-11月30日『ムシキング研究所ステージ』開催
- 2016年11月1日-『古代遺跡ステージ』開催
- 2016年11月1日-11月8日『ライブハウスタランドゥスステージ（わざ習得）』開催
- 2016年11月9日-11月15日『オオツノ図書館ステージ（わざ習得）』開催
- 2016年11月16日-11月22日『オオツノ商店街ステージ（わざ習得）』開催
- 2016年11月23日-12月20日『インセクトモールステージ』開催
- 2016年12月1日-12月10日『オオツノ市街ステージ』開催
- 2016年12月11日-12月20日 『オオツノ水族館ステージ』開催
- 2016年12月21日 『激闘4弾』稼働開始
- 2016年12月21日- 『古代遺跡ステージ』開催
- 2016年12月21日-2017年1月24日 『オオツノランドステージ』開催
- 2016年12月21日-2017年1月10日 『ヘルクレスタワーステージ（わざ習得）』開催
- 2017年2月23日 『激闘5弾』稼働開始
- 2017年4月27日 『激闘6弾』稼働開始
- 2017年7月14日 『超神化1弾』稼働開始
- 2017年9月26日 『超神化2弾』稼働開始
- 2017年12月21日 『超神化3弾』稼働開始
- 2018年4月25日 『超神化4弾』稼働開始

## ムシキングびより
『しんこうちゅうおうじゃ ムシキングびより』は公式サイトでできるWEBアプリ。きろくカードのIDを登録しゲットした虫を画面に出すことができる。稀にゴッドカブトのようなゲームに登場しないトモムシが現れることがある。2016年8月31日にサービス終了。

## 漫画
小学館刊『別冊コロコロコミックSpecial』2015年8月号から2016年10月号まで連載されたコミカライズ版。漫画は石井じゅんのすけ。『月刊コロコロコミック』2015年8月号と9月号では特別版が前後編で掲載された。単行本は全2巻。

## 備考
- 20161stのムシ採りの画面上で稀に『ヒーローバンク』の豪勝カイト、天野ナガレ、桜田セキトがモブキャラとして出現することがある。
- 新日本プロレス『G1 CLIMAX 26』とのコラボレーションで、2016年8月12日から8月14日まで開催された両国国技館大会において、新日本プロレス所属4選手（オカダ・カズチカ、内藤哲也、棚橋弘至、中西学）の写真が入ったデザインのムシカードが配布された[7]。
  - オカダ・カズチカ（オウゴンオニクワガタ）
  - 内藤哲也（パラワンオオヒラタクワガタ）
  - 棚橋弘至（ヘルクレスリッキーブルー）
  - 中西学（ヘルクレスオオカブト）